# Kawasaki ZX-6R
La Kawasaki ZX-6R est une moto de 636 cm3, première supersportive de la marque introduite en 1995. Elle détrône la 600 ZZR qui correspond désormais à une moto de type GT. La ZX-6R est la première 600 du marché équipée d'un cadre en alliage léger.

## Historique
La première grosse refonte du modèle intervient en 1998. Elle apporte l'utilisation de matériaux plus nobles pour les carters (magnésium) ainsi que la ligne d'échappement (inox) qui permettent de réduire le poids de la machine.
En 2000, la ZX-6R change de minois en adoptant une tête de fourche à deux optiques, bien plus performante que le précédent modèle.
La 636 ZX-6R apparaît en 2002 et succède aux traditionnelles Kawasaki Ninja ZX-6R. Comme son nom l'indique, la cylindrée est augmentée pour avoir un meilleur agrément au quotidien. On peut cependant se demander l'intérêt réel d'une telle manœuvre, sachant que d'autres constructeurs ont su conserver la catégorie intermédiaire des 750 dans leur gamme de sportives. Aujourd'hui, elle s'affiche comme une des meilleures sportives de sa classe, surtout avec cette infime augmentation de la cylindrée qui lui permet d'être remarquée au milieu des 600 japonaises devenues presque banales. Les 36 cm3 supplémentaires, obtenus grâce à une augmentation de 2 mm de l'alésage, permettent de transformer cette moto faite pour la piste en véhicule plus polyvalent. La puissance augmente légèrement pour atteindre 118 ch.
En 2003, un système d'alimentation par air forcé, appelé « Ram Air », permet de faire monter la puissance à 125 ch à 13 000 tr/min. La moto est dotée d'une alimentation par injection de diamètre 38 mm. La fourche est plus petite, elle perd 5 mm. Les étriers de frein avant sont à quatre pistons.
Le design des premières ZX-6R 636 est majoritairement basé sur des formes triangulaires, ce qui lui donne un aspect unique et inédit. On retrouve cette tendance un peu plus tard, en 2004 avec l'arrivée des nouvelles Kawasaki ZX-10R.

## Caractéristiques des modèles

### 600cm3
|                                | 1995-1997 ZX-6R                                        | 1998–1999 ZX-6R                                                              | 2000-2002 ZX-6R                                        | 2003–2004 ZX-6RR                                                                        | 2005–2006 ZX-6RR | 2007–2008 ZX-6R | 2009–2012 ZX-6R |
| ------------------------------ | ------------------------------------------------------ | ---------------------------------------------------------------------------- | ------------------------------------------------------ | --------------------------------------------------------------------------------------- | --- | --- | --- |
| Photo                          | 1997 ZX-6R                                             | 1999 ZX-6R                                                                   | 2002 ZX-6R                                             | 2003 ZX-6RR                                                                             | | 2007 ZX-6R | 2009 ZX-6R |
| Type de moteur                 | 4 cylindres en ligne, 4 temps, refroidissement liquide | 4 cylindres en ligne, 4 temps, refroidissement liquide                       | 4 cylindres en ligne, 4 temps, refroidissement liquide | 4 cylindres en ligne, 4 temps, refroidissement liquide                                  | 4 cylindres en ligne, 4 temps, refroidissement liquide                                                                         | 4 cylindres en ligne, 4 temps, refroidissement liquide | 4 cylindres en ligne, 4 temps, refroidissement liquide |
| Distribution                   | 2 ACT, 4 soupapes par cylindre                         | 2 ACT, 4 soupapes par cylindre                                               | 2 ACT, 4 soupapes par cylindre                         | 2 ACT, 4 soupapes par cylindre                                                          | 2 ACT, 4 soupapes par cylindre                                                                                                 | 2 ACT, 4 soupapes par cylindre | 2 ACT, 4 soupapes par cylindre |
| Cylindrée                      | 599 cm3                                                | 599 cm3                                                                      | 599 cm3                                                | 599 cm3                                                                                 | 599 cm3 | 599 cm3 | 599 cm3 |
| Alésage × course               | 66 × 43 mm                                             | 66,0 × 43,8 mm                                                               |                                                        | 67,0 × 42,5 mm                                                                          | 67,0 × 42,5 mm | 67,0 × 42,5 mm | 67,0 × 42,5 mm |
| Puissance maximale             |                                                        | 74,5 kW (101,29 ch) à 12 500 tr/min                                          |                                                        |                                                                                         | | | |
| Couple maximal                 | 60,5 N m                                               | 59,9 N m                                                                     | 59,2 N m                                               | 60,6 N m à 10 000 tr/min                                                                | 58,4 N m à 11 000 tr/min | 59,0 N m à 11 900 tr/min | 58,2 N m à 12 000 tr/min |
| Taux de compression            | 12,9:1                                                 | 11,8:1                                                                       | 12,8:1                                                 | 13,0:1                                                                                  | 13,9:1 | 13,3:1 | 13,3:1 |
| Alimentation                   | Quatre carburateurs Keihin CVKD36                      | Quatre carburateurs Mikuni BDSR 36R                                          |                                                        | Injection directe avec quatre corps de papillon Keihin 38 mm                            | Injection directe avec quatre corps de papillon Keihin 38 mm                                                                   | Injection directe avec quatre corps de papillon Keihin de 38 mm, sous-papillons ovales, deux injecteurs par corps de papillon | Injection directe avec quatre corps de papillon Keihin de 38 mm, sous-papillons ovales, deux injecteurs par corps de papillon |
| Boîte de vitesses              | 6 vitesses                                             | 6 vitesses                                                                   | 6 vitesses                                             | 6 vitesses avec embrayage à glissement                                                  | 6 vitesses avec embrayage à glissement                                                                                         | 6 vitesses avec embrayage à glissement | 6 vitesses avec embrayage à glissement |
| Transmission finale            | par chaine X-ring                                      | par chaine X-ring                                                            | par chaine X-ring                                      | par chaine X-ring                                                                       | par chaine X-ring | par chaine X-ring | par chaine X-ring |
| Débattement de la roue avant   | 119 mm                                                 | 119 mm                                                                       | 119 mm                                                 | 119 mm                                                                                  | 119 mm | 119 mm | 119 mm |
| Débattement de la roue arrière | 135 mm                                                 | 135 mm                                                                       | 135 mm                                                 | 135 mm                                                                                  | 135 mm | 135 mm | 135 mm |
| Suspension avant               | 41 mm, fourche télescopique                            | 46 mm, fourche à cartouche avec précharge réglable, compression et détente   |                                                        |                                                                                         | 41 mm, fourche à cartouche inversée avec précharge réglable, rebond continu et amortissement en compression, TiSiCN revêtement | 41 mm, fourche à cartouche inversée avec ressorts de rappel, amortissement de rebond en continu, amortissement de compression en continu, précharge du ressort entièrement réglable                                                                                  | 41 mm, grande fourche à piston Showa inversée avec ressorts de rappel, amortissement continu de la compression et du rebond, précharge du ressort entièrement réglable                                                                                               |
| Suspension arrière             | mono shock, Uni-Trak                                   | Uni-Trak avec précharge réglable, amortissement en compression et en détente |                                                        |                                                                                         | Uni-Trak avec précharge réglable, rebond en continu, amortissement de compression (haute/basse vitesse) et hauteur de caisse   | Uni-Trak avec amortisseur à gaz, ressort supérieur et support supérieur de boule d'oreiller, amortissement de compression continu à double plage (haute/basse vitesse), amortissement de rebond réglable en 25 directions, précharge du ressort entièrement réglable | Uni-Trak avec amortisseur à gaz, ressort supérieur et support supérieur de boule d'oreiller, amortissement de compression continu à double plage (haute/basse vitesse), amortissement de rebond réglable en 25 directions, précharge du ressort entièrement réglable |
| Frein avant                    | Étrier double disques Tokico à 4 pistons               | Deux disques avec étrier Tokico à 6 pistons                                  |                                                        | Deux disques de 280 mm semi-flottants avec étriers opposés à montage radial à 4 pistons | Deux disques de 300 mm de type pétale avec montage radial, étriers opposés à 4 pistons                                         | Deux disques à pétales de 300 mm avec étriers à 4 pistons à montage radial | Deux disques à pétales de 300 mm avec étriers à 4 pistons à montage radial |
| Frein arrière                  | Étrier double disques Tokico à 4 pistons               | Deux disques avec étrier Tokico à 6 pistons                                  |                                                        | Deux disques de 280 mm semi-flottants avec étriers opposés à montage radial à 4 pistons | Deux disques de 300 mm de type pétale avec montage radial, étriers opposés à 4 pistons                                         | Deux disques à pétales de 300 mm avec étriers à 4 pistons à montage radial | Deux disques à pétales de 300 mm avec étriers à 4 pistons à montage radial |
| Pneu avant                     | 120/60-ZR17                                            | 120/60-ZR17                                                                  |                                                        | 120/65-ZR17                                                                             | 120/65-ZR17 | 120/70-ZR17 | 120/70-ZR17 |
| Pneu arrière                   | 160/60-17                                              | 170/60-ZR17                                                                  |                                                        | 180/55-ZR17                                                                             | 180/55-ZR17 | 180/55-ZR17 | 180/55-ZR17 |
| Empattement                    | 1 400 mm                                               | 1 400 mm                                                                     | 1 400 mm                                               | 1 400 mm                                                                                | 1 400 mm | 1 400 mm | 1 400 mm |
| Hauteur de selle               | 810 mm                                                 | 810 mm                                                                       | 790 mm                                                 | 825 mm                                                                                  | 820 mm | 820 mm | 830 mm |
| Poids à sec                    | 182 kg                                                 | 176 kg                                                                       | 170 kg                                                 | 161 kg                                                                                  | | 166,9 kg | |
| Poids tout pleins faits        | 184 kg                                                 |                                                                              |                                                        |                                                                                         | | | 184 kg |
| Réservoir                      |                                                        |                                                                              |                                                        |                                                                                         | | | |

### 636cm3
|                                | 2003–2004 ZX-6R                                                                                             | 2005–2006 ZX-6R                                                                                             | 2013–2018 ZX-6R | 2019-2020 ZX-6R |
| ------------------------------ | --- | --- | --- | --- |
| Photo                          | 2003 ZX-6R                                                                                                  | 2005 ZX-6R                                                                                                  | 2013 ZX-6R 636 | |
| Type de moteur                 | 4 cylindres en ligne, 4 temps, refroidissement liquide                                                      | 4 cylindres en ligne, 4 temps, refroidissement liquide                                                      | 4 cylindres en ligne, 4 temps, refroidissement liquide | 4 cylindres en ligne, 4 temps, refroidissement liquide |
| Distribution                   | 2 ACT, 4 soupapes par cylindre                                                                              | 2 ACT, 4 soupapes par cylindre                                                                              | 2 ACT, 4 soupapes par cylindre | 2 ACT, 4 soupapes par cylindre |
| Cylindrée                      | 636 cm3 | 636 cm3 | 636 cm3 | 636 cm3 |
| Alésage × course               | | 68,0 × 43,8 mm                                                                                              | 68,0 × 43,8 mm | 67,0 × 45,1 mm |
| Puissance maximale             | 87 kW (118,29 ch) à 13 000 tr/min 91,5 kW (124,41 ch) à 13 000 tr/min avec Ram air                          | 95,5 kW (129,84 ch) à 14 000 tr/min 100 kW (135,96 ch) à 14 000 tr/min avec Ram air                         | 96,4 kW (131,07 ch) à 13 500 tr/min 101 kW (137,32 ch) à 13 500 tr/min avec Ram air | |
| Couple maximal                 | 63,9 N m à 11 000 tr/min                                                                                    | 65,2 N m à 11 500 tr/min                                                                                    | 62,9 N m à 11 375 tr/min | 70,6 N m à 11 500 tr/min |
| Taux de compression            | 12,8:1 | 12,9:1 | 12,9:1 | 12,9:1 |
| Alimentation                   | Injection électronique directe avec quatre corps de papillon Keihin 38 mm                                   | Injection directe avec quatre corps de papillon Keihin 38 mm                                                | Injection directe avec quatre corps de papillon Keihin 38 mm | Injection directe avec quatre corps de papillon Keihin 38 mm et sous-papillons ovales |
| Boîte de vitesses              | 6 vitesses                                                                                                  | 6 vitesses avec embrayage à glissement                                                                      | 6 vitesses avec embrayage à glissement | 6 vitesses avec embrayage à glissement et un quickshifter |
| Transmission finale            | par chaine X-ring                                                                                           | par chaine X-ring                                                                                           | par chaine X-ring | par chaine X-ring |
| Débattement de la roue avant   | | | | |
| Débattement de la roue arrière | 135 mm | 135 mm | 135 mm | 150 mm |
| Suspension avant               | 41 mm, fourche à cartouche inversée avec précharge réglable, rebond continu et amortissement en compression | 41 mm, fourche à cartouche inversée avec précharge réglable, rebond continu et amortissement en compression | 41 mm, fourche inversée Showa à gros piston, fourche à fonction séparée avec ressorts de rappel, amortissement progressif de la compression et du rebond, précharge du ressort entièrement réglable                                                                                      | 41 mm, fourche inversée Showa à gros piston, fourche à fonction séparée avec ressorts de rappel, amortissement progressif de la compression et du rebond, précharge du ressort entièrement réglable                                                                                      |
| Suspension arrière             | Uni-Trak avec amortisseur à gaz, rebond continu et réglage de la compression                                | Uni-Trak avec précharge réglable, rebond continu et amortissement en compression                            | Uni-Trak à liaison inférieure avec amortisseur à gaz, ressort supérieur et support supérieur à boule d'oreiller, amortissement de compression continu à double plage (haute/basse vitesse), amortissement de rebond réglable en 25 directions, précharge du ressort entièrement réglable | Uni-Trak à liaison inférieure avec amortisseur à gaz, ressort supérieur et support supérieur à boule d'oreiller, amortissement de compression continu à double plage (haute/basse vitesse), amortissement de rebond réglable en 25 directions, précharge du ressort entièrement réglable |
| Frein avant                    | Deux disques de 280 mm avec étriers à 4 pistons                                                             | Deux disques de type pétale flottant de 300 mm avec montage radial, étriers opposés à 4 pistons             | Deux disques à pétales de 310 mm avec étriers monoblocs Nissin à 4 pistons à montage radial | Deux disques à pétales de 310 mm avec étriers monoblocs Nissin à 4 pistons à montage radial |
| Frein arrière                  | Disque de type pétale avec étrier à piston unique de 220 mm                                                 | Disque de 220 mm                                                                                            | Disque de type pétale avec étrier à piston unique de 220 mm | Disque de type pétale avec étrier à piston unique de 220 mm |
| Pneu avant                     | 120/65-ZR17                                                                                                 | 120/65-ZR17                                                                                                 | 120/70-ZR17 | 120/70-ZR17 |
| Pneu arrière                   | 180/55-ZR17                                                                                                 | 180/55-ZR17                                                                                                 | 180/55-ZR17 | 180/55-ZR17 |
| Empattement                    | 1 400 mm | 1 390 mm | 1 390 mm | 1 400 mm |
| Hauteur de selle               | 810 mm | 830 mm | 830 mm | |
| Poids à sec                    | 161 kg | 164 kg | | |
| Poids tout pleins faits        | | | 192,1 kg | 195,0 kg |
| Réservoir                      | 17 L | 17 L | 17 L | 17 L |